# Francine Fournier
Francine Fournier (Delaware, 19 februari 1972) is een Amerikaans voormalig professioneel worstelvalet die vooral bekend is van haar tijd bij Extreme Championship Wrestling als Francine, van 1995 tot 2001.
Na haar vertrek bij ECW, was ze werkzaam bij Total Nonstop Action Wrestling, in 2002, en World Wrestling Entertainment, in 2006.

## In het worstelen
- Finishers
  - Bronco buster
  - DDT (ECW) / Termination (WWE)

- Signature moves
  - Hoochie/Koochie-canrana

- Bijnamen
  - "The Head Cheerleader"
  - "The Queen of Extreme"
  - "Hoochador"
  - "Koochador"

- Worstelaars gemanaged
  - Amber O'Neill
  - Balls Mahoney
  - Triple Threat (Bam Bam Bigelow & Chris Candido)
  - Justin Credible
  - Shane Douglas
  - Tommy Dreamer
  - Stevie Richards
  - Raven
  - Michael Shane
  - Ron "The Truth" Killings

- Opkomstnummers
  - "Paradise City" van Guns N'Roses (ECW)
  - "Thunder Kiss '65" van White Zombie (ECW)
  - "Perfect Strangers" van Deep Purple (ECW)
  - "Snap Your Fingers, Snap Your Neck" van Grinspoon (ECW)
  - "Francine" van ZZ Top (ECW)